# The Midnight After
Pour plus de détails, voir Fiche technique et Distribution.
The Midnight After (那夜凌晨，我坐上了旺角開往大埔的紅van; littéralement: A minuit, j'ai pris le public light bus rouge qui mène de Mong Kok à Tai Po) est un film sino-hongkongais réalisé par Fruit Chan, sorti en 2014. Le film fait partie de la sélection
Panorama à la Berlinale 2014 puis est en compétition pour le Grand prix du jury des Utopiales.

## Synopsis
Une nuit à Hong-Kong, un groupe de passagers embarque à bord d'un minibus qui va de Mong Kok à Tai Po. Le trajet du minibus passe par un long tunnel autoroutier. À la sortie de ce tunnel, les voyageurs se rendent compte petit à petit qu'ils sont maintenant seuls : plus âme qui vive ni la moindre circulation dans Hong-Kong. Ils vont essayer de comprendre ce qui se passe...

## Fiche technique
- Titre original : 那夜凌晨，我坐上了旺角開往大埔的紅van
- Titre français : The Midnight After
- Réalisation : Fruit Chan
- Scénario : Fruit Chan et Chan Fai-hung
- Pays d'origine : Chine/Hong Kong
- Format : Couleurs - 35 mm - 2,35:1 - Dolby Digital
- Genre : comédie, thriller
- Durée : 124 minutes
- Date de sortie :
  - Allemagne : 7 février 2014 (Berlinale 2014)
  - Hong Kong : 10 avril 2014
  - France : 1er novembre 2014 (festival des Utopiales)

## Distribution
- Wong You-nam : You Zhi-chi
- Janice Man : Yuki
- Simon Yam : Wong Man-fah
- Kara Hui : Mak Sau-ying
- Chui Tien-you : Shun
- Lam Suet : Suet
- Goo-Bi GC : Pat
- Lee Shing-cheung : Bobby
- Sam Lee : Blind Fai
- Cherry Ngan : Yi

## Prix
- 2014 : Grand prix du jury des Utopiales